# Мондзее (місто)
Мондзеє (нім. Mondsee) — ярмаркова комуна (нім. Marktgemeinde) в Австрії, у федеральній землі Верхня Австрія неподалік від кордону з федеральною землею Зальцбург.

## Загальні відомості
Входить до складу округу Феклабрук. Населення становить 3307 чоловік (станом на 31 грудня 2005 року). Займає площу 16,62 км². Офіційний код — 4 17 15.
Мондзеє знаходиться за 25 кілометрів на схід від Зальцбурга, поблизу північно-східного краю озера Мондзеє.
Населеним пунктом проходить шосе Зальцбург — Лінц — Відень, залізниці у Мондзеє немає.

## Історія
На берегах живописного озера люди селились ще з доісторичних часів, як показали археологічні розкопки XIX століття, що відкрили культуру пальових будівель періоду неоліту. Культура Мондзеє загинула в результаті цунамі, спричиненого зсувом.
Історія селища бере початок з 748 року, коли на березі озера Мондзеє було засновано бенедиктинський монастир Манінзео, перший монастир на території Верхньої Австрії. 788 року тут було створено перший австрійський рукописний псалтир, 800 року в монастирі було виконано переклад Біблії старонімецькою мовою.
1791 року монастир було закрито й перебудовано на замок. Нині від монастиря залишились головна пам'ятка Мондзеє — церква св. Михайла, а також кілька будівель, у яких тепер розміщено краєзнавчий музей та музей пальових будівель.

## Пам'ятки

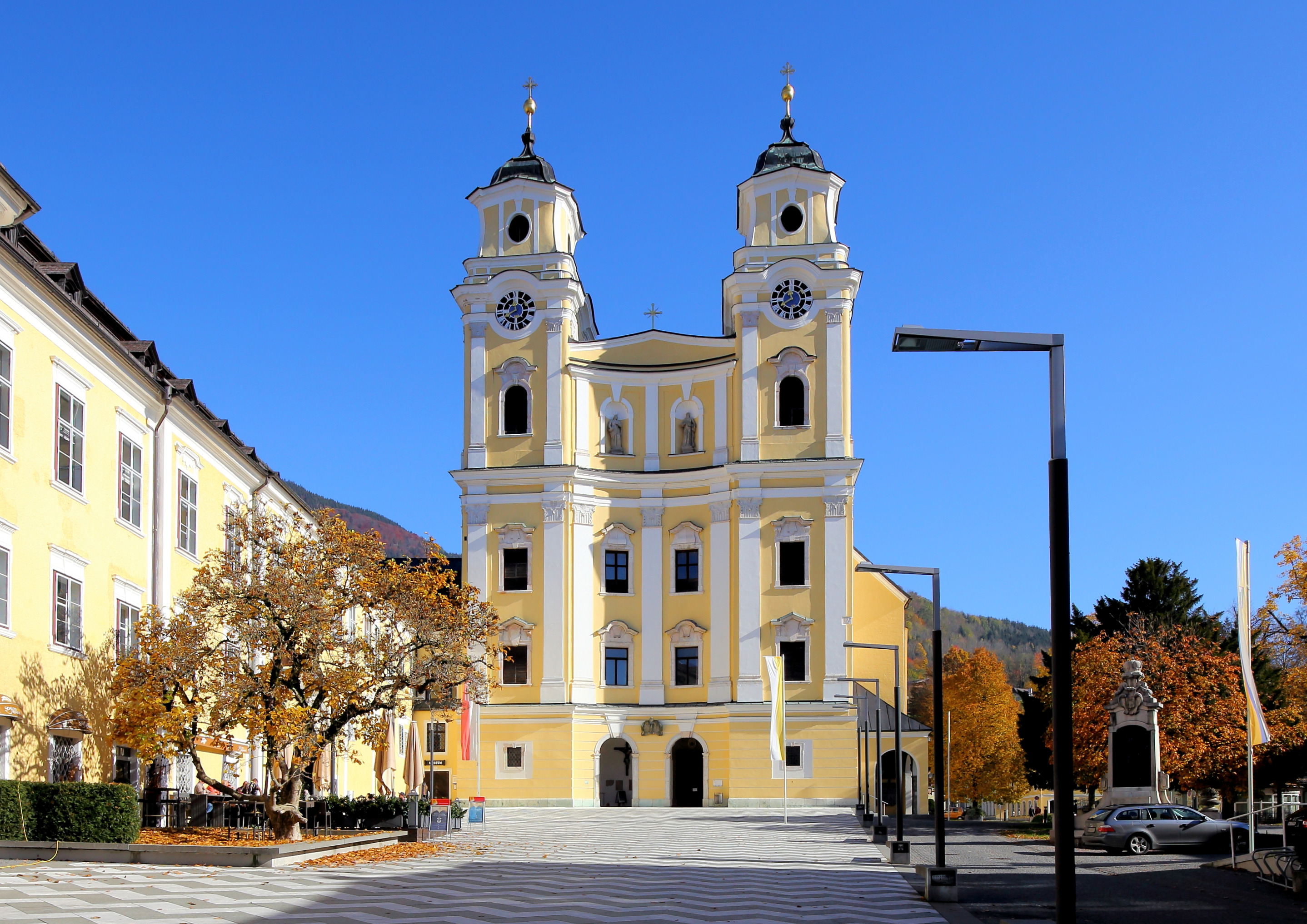
Церква св. Михайла

Церква св. Михайла — перебудована зі стародавньої романської церкви наприкінці XV століття у стилі пізньої готики, у 1730 році додано барочний фасад.

## Політична ситуація
Бургомістр комуни — Отто Мірль (АНП) за результатами виборів 2003 року.
Рада представників комуни (нім. Gemeinderat) має 25 місць:
- АНП — 15 місць.
- СДПА — 5 місць.
- АПС — 3 місця.
- Інші — 2 місця.